# Framing Hanley
Framing Hanley ist eine Alternative-Rock-/Post-Hardcore-Band aus Nashville, Tennessee, Vereinigte Staaten. Die Band trennte sich im Jahr 2015 und gab drei Jahre später ihre Wiedervereinigung bekannt.

## Geschichte
Im Jahr 2005 wurde Framing Hanley in der amerikanischen Stadt Nashville, Tennessee unter dem Namen „Embers Fade “gegründet. Anfänglich war die Gruppe dem Post-Grunge und dem Hard Rock einzuordnen. Gegründet wurde die Band von Chris Vest (Schlagzeug), Luke McDuffee (Bass) und Kenneth Nixon (Gesang). Die beiden Gitarristen Brandon Wootten und Tim Huskinson stießen etwas später zur Band. Zur Zeit der Bandgründung besuchten alle fünf Musiker noch das College.
Den heutigen Namen erhielt die Band Ende 2006. Der Name ist ein „Requiem“ an einem Freund der Musiker, Ashley Hanley, welcher bei einem Autounfall ums Leben kam. Im Jahr 2007 unterzeichnete die Gruppe einen Plattendeal mit dem Label Silent Majority Group aus Florida. Am 15. Mai 2007 erschien mit The Moment das Debütalbum, welches am 18. November 2008 neu veröffentlicht wurde, über Silent Majority. Das Album stieg auf Platz 169 der Billboard-US-Charts ein. 2008 wurde Huskinson durch Ryan Belcher an der Gitarre ersetzt. Zu diesem Zeitpunkt nahm die Gruppe eine Coverversion von Lil Waynes Song „Lollipop“ auf, welcher bei MySpace innerhalb kürzester Zeit mehr als eine Million Mal angehört wurde. Aufgrund des Erfolges wurde Lollipop auch als Single veröffentlicht. In den Single-Charts stieg der Song auf Platz 82 der US-Single-Charts ein. Mitte 2009 wurde Lollipop in den Vereinigten Staaten mit einer Goldenen Schallplatte ausgezeichnet. Die Gruppe spielte bereits mit Saving Abel und Red Jumpsuit Apparatus.
Das Nachfolger-Album A Promise to Burn, dass am 25. Mai 2010 herausgebracht wurde, landete auf Platz 57 der US-Charts. Auch dieses Album erschien über Silent Majority. Am 4. Juni 2011 spielte Framing Hanley gemeinsam mit August Burns Red, All That Remains, Black Veil Brides, K.I.Z, We Butter the Bread with Butter und Silverstein auf der „Clubstage“ bei Rock am Ring. Eine Woche später folgte, am 11. Juni 2011, ein Auftritt auf dem Nova Rock. Dort spielte die Gruppe auf der „Blue Stage“ mit Linkin Park, Dredg, 30 Seconds to Mars, Centao, Wolfmother, Guano Apes, Plain White T’s und erneut Silverstein.
Am 6. April 2015 verkündete die Band ihre Auflösung. Die Gruppe absolvierte eine letzte Tournee durch die Vereinigten Staaten absolvieren, die am 22. Mai 2015 endete. Drei Jahre später, am 11. April 2018 kündigten die Musiker die Wiedervereinigung der Band an.

## Diskografie

### Alben
- 2007: The Moment (Silent Majority Group, 2008 neuveröffentlicht)
- 2010: A Promise to Burn (Silent Majority Group)
- 2014: The Sum of Who We Are

### Singles
- 2008: Lollipop
- 2009: Hear Me Now
- 2010: You Stupid Girl
- 2010: Back to Go Again
- 2011: WarZone